# Cyornis magnirostris
Cyornis magnirostris е вид птица от семейство Muscicapidae.

## Разпространение
Видът е разпространен в Бутан, Индия, Малайзия, Мианмар, Непал и Тайланд.